# Chikkamedur, Belur
Chikkamedur là một làng thuộc tehsil Belur, huyện Hassan, bang Karnataka, Ấn Độ.